# Gustave-Hippolyte Roger

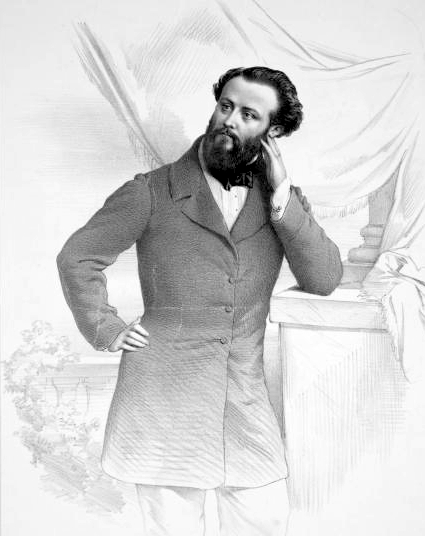
Gustave-Hippolyte Roger, dargestellt auf einer Lithographie von Marie-Alexandre Alophe (1848)

Gustave-Hippolyte Roger (* 17. Dezember 1815 in Paris; † 12. September 1879 ebenda) war ein französischer Opernsänger mit der Stimmlage Tenor.

## Leben
Gustave-Hippolyte Roger, Sohn eines Notars, wurde sehr früh Waise und in der Folge von seinem Onkel väterlicherseits aufgezogen. Nach dem Willen seines Onkels sollte er den Beruf seines Vaters erlernen und arbeitete daher zuerst im Büro eines Notars. Allerdings interessierte er sich mehr für das Theater und trat 1836 in das Pariser Konservatorium ein, wo er beim Opernsänger Jean-Blaise Martin Gesangsunterricht nahm. Er debütierte 1838 an der Opéra-Comique als George in L’éclair von Fromental Halévy. Die nächsten zehn Jahre blieb er an der Opéra-Comique und war vorzugsweise ein Interpret Aubers und Halévys. So verkörperte er etwa am 4. Februar 1842 den Chevalier de Vilhardouin in der Uraufführung von Aubers Oper Le Duc d’Olonne sowie am 3. Februar 1846 den Olivier d’Entragues in der Uraufführung von Halévys Les Mousquetaires de la Reine. Auch war er am 6. Dezember 1846 der erste Faust in La damnation de Faust von Hector Berlioz.
1848 absolvierte Roger mit der schwedischen Sopranistin Jenny Lind eine Tournee in England und wirkte seit 1849 an der Grand Opéra zu Paris. Hier trat er zuerst am 16. April 1849 als Johann von Leiden in der Uraufführung von Meyerbeers Oper Le prophète auf, während die französische Mezzosopranistin Pauline Viardot-García, für die dieser Abend ebenfalls das Debüt am Hause war, als seine Partnerin die Partie der Fidès sang. Ferner kreierte er hier die Hauptrollen im L’Enfant prodigue von Auber (1850) und Le Juif errant von Halévy (23. April 1852) und glänzte in Les Huguenots von Meyerbeer, La reine de Chypre von Halévy, Lucia di Lammermoor und La Favorite von Donizetti u. a. Außerdem sang er die Partie des Hélios in der Oper Herculaneum von Félicien David, als diese am 4. März 1859 in Paris uraufgeführt wurde. Seine vollendetste Leistung war aber die Partie des Georges Brown in La dame blanche von François-Adrien Boieldieu, worin Spiel und Gesang ein unübertreffliches Ganzes bildeten.
Im Zeitraum von 1850 bis 1860 besuchte Roger wiederholt Deutschland und fand hier eine sehr freundliche Aufnahme, da er auch die deutsche Sprache vollständig beherrschte. So trat er u. a 1851 an den Hofopern von Berlin und Dresden sowie 1851–52, 1854 und 1857 im Stadttheater in Hamburg auf, ehe er 1859 wieder an der Berliner Hofoper wirkte. Auch in Brüssel und Wien erregte er großes Aufsehen. Selbst nachdem er infolge eines Jagdunfalls den rechten Arm verloren hatte, konnte er noch glänzende Triumphe auf der Bühne erringen, wobei er mit einer Armprothese auftrat. Unter anderem sang er noch die Partie des Horace bei der Uraufführung von Gounods Oper La colombe, die am 3. August 1860 in Baden-Baden stattfand.
Der Verlust seiner Stimme nötigte Roger 1868, der Sängerlaufbahn zu entsagen. Er nahm zunächst ein Engagement als Schauspieler am Théâtre de la Porte Saint-Martin an, wo er 1868 in einem Drama von George Sand auftrat. Da jedoch dieser Versuch unglücklich ausfiel, so übernahm er noch in demselben Jahr die durch Révials Rücktritt frei gewordene Stelle eines Professors der Gesangskunst am Pariser Konservatorium, die er bis zu seinem Tod 1879 innehatte.
Roger verband mit seiner künstlerischen eine beachtenswerte wissenschaftliche Bildung; in seinen nach seinem Tod erschienenen autobiographischen Aufzeichnungen Carnet d’un ténor (Paris 1880), die u. a. Erinnerungen an seine Reise mit Jenny Lind enthalten, erscheint er als geistreicher Erzähler und gewandter Stilist. Von seinen übrigen literarischen Arbeiten ist eine treffliche Textübersetzung der Jahreszeiten Haydns ins Französische zu erwähnen. Richard Wagner hatte Roger 1859 mit der Übersetzung des Librettos des Tannhäuser für dessen Uraufführung an der Pariser Oper beauftragt, war aber mit der Ausführung nicht zufrieden gewesen.